# Duluth (Minnesota)
Duluth [dəˈluːθ] ist eine Stadt (mit dem Status „City“), in der sich der Verwaltungssitz des St. Louis County im US-Bundesstaat Minnesota befindet. Das U.S. Census Bureau hat bei der Volkszählung 2020 eine Einwohnerzahl von 86.697 ermittelt.
Die viertgrößte Stadt Minnesotas bildet zusammen mit der sich südlich anschließenden Stadt Superior (Wisconsin) die Twin Ports genannte Metropolregion, die über einen gemeinsamen Hafen verfügt. Dieser ist über den Sankt-Lorenz-Seeweg mit dem Atlantik verbunden und erreicht eine besondere wirtschaftliche Bedeutung. Hauptumschlagsgüter sind Rohstoffe aus dem Mittleren Westen der Vereinigten Staaten, vor allem Eisenerz, Getreide, Kohle, Öl und Holz.

## Geschichte

### Frühe Besiedlung
Die Ureinwohner Amerikas bewohnten die Gegend um Duluth bereits vor tausenden von Jahren. Es wird vermutet, dass die ursprünglichen Einwohner zu den Paläoindianern gehörten. Vor etwa 2000 Jahren bewohnten die Woodland-Völker, die für ihre Hügelgräber und Töpferwaren bekannt waren, die Gegend. Sie bauten auch Wildreis an, der heute noch von Ojibwa-Stämmen in der Gegend angebaut wird. Einer der ersten Europäer in diesem Gebiet war der Franzose Pierre-Esprit Radisson, der in den 1650er und 1660er Jahren den Mittleren Westen erforschte.
1679 kam Daniel Greysolon, Sieur du Lhut in die Gegend des heutigen Duluth. Sein Ziel war es, die Konflikte zwischen den ansässigen Indianervölkern der Dakota und Ojibwa beizulegen, um den Pelzhandel in der Region voranzubringen. Durch sein Verhandlungsgeschick sorgte er für Frieden zwischen den Völkern und konnte seine Pelzgeschäfte absichern. 1692 richtete die Hudson’s Bay Company einen kleinen Handelsposten bei Fond du Lac, einem heutigen Stadtteil Duluths, ein.
Erst 1792 wurde der nächste Handelsposten auf der zu Wisconsin gehörenden Seite des St. Louis River von Jean Baptiste Cadotte für die North West Company eröffnet. Als ein Feuer den Posten im Jahr 1800 zerstörte, errichtete der deutsche Auswanderer Johann Jakob Astor auf der Flussseite Minnesotas einen neuen. Das Geschäft lief jedoch sehr schlecht, da die Indianer am Pelzhandel mit den bekannten englischen und französischen Partnern festhielten. Allerdings konnte Astor den Kongress der Vereinigten Staaten überzeugen, Ausländern den Handel auf amerikanischem Boden zu verbieten, und somit den Handel für seine American Fur Company wieder rentabel machen.
Mit zwei Abkommen zwischen den Vereinigten Staaten und den Ojibwe (Chippewa) wurden die Besitzverhältnisse geklärt. Im Vertrag von Washington (1826) und im Vertrag von Fond du Lac (1847) wurden den Ojibwa Indianerreservate zugeteilt.

### Entwicklung der Stadt

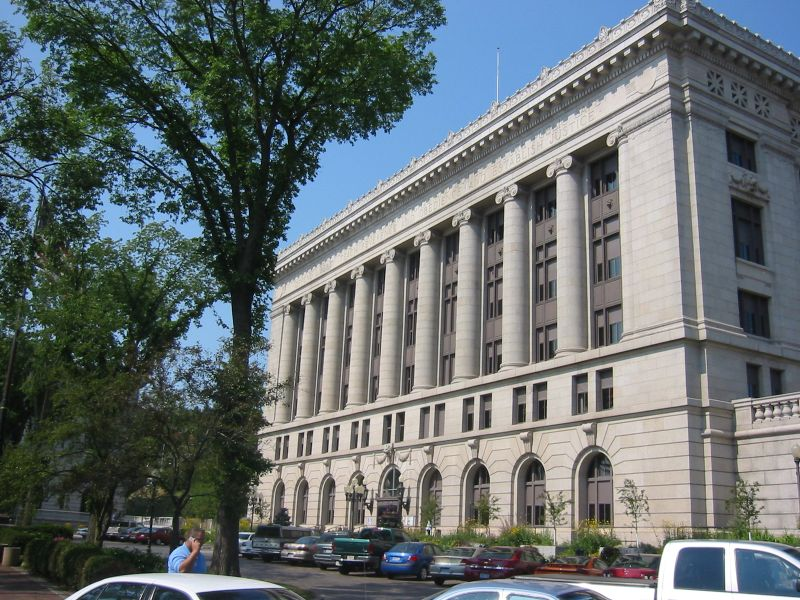
St. Louis County Courthouse in Duluth

Großes Interesse zog die Region auf sich, als in den 1850er Jahren Gerüchte über Kupfervorkommen aufkamen. Zahlreiche Siedler ließen sich in der noch namenlosen Stadt nieder, obwohl noch kein Abkommen mit den indianischen Völkern über das Anrecht an den Bodenschätzen geschlossen worden war. 1856 erhielt die Siedlung den Namen Duluth und wurde Verwaltungssitz des Countys.
Zur selben Zeit ermöglichten neu errichtete Kanäle und Schleusen zwischen den Großen Seen großen Schiffen die Zufahrt nach Duluth. Darüber hinaus wurde auch eine Straße gebaut, die Duluth mit den Twin Cities verband. Zahlreiche kleine Vororte bildeten sich um die Stadt.
Als gegen 1857 die Kupfervorkommen knapp wurden, konzentrierte sich die Region auf die Forstwirtschaft. Eine US-weite Finanzkrise ließ drei Viertel der früheren Einwohner der Stadt abwandern. 1859 reduzierte eine Scharlach-Epidemie die Bevölkerung weiter.
Ende der 1860er Jahre konnte der Unternehmer Jay Cooke die Lake Superior and Mississippi Railroad von der Erweiterung der Bahnstrecke von St. Paul bis nach Duluth überzeugen. Die neugebaute Bahnstrecke eröffnete auch dem Eisenerzabbau nordwestlich von Duluth neue Transportwege. Zu Beginn des Jahres 1869 lag die Bevölkerung bei vierzehn Familien, am Unabhängigkeitstag (4. Juli) waren es bereits 3500 Menschen.
1884 kam Percy Shelley Anneke als Buchprüfer und Verkaufsagent der Joseph Schlitz Brewing Company nach Duluth und kaufte sich in die ansässige Lake Superior Brewery ein. Fitgers war bis 1972 eine der bedeutendsten Brauereien des Mittleren Westens, die Prohibition überlebten sie mit alkoholfreien Erfrischungsgetränken und Boxpromotion. In den Dreißiger-Jahren war Fitgers die erste Brauerei, die Dosenbier im Mittleren Westen verkaufte. Seit 1984 ist Fitgers ein Erlebnishotel mit Gastronomie und ein National Historic Monument.

### 20. Jahrhundert

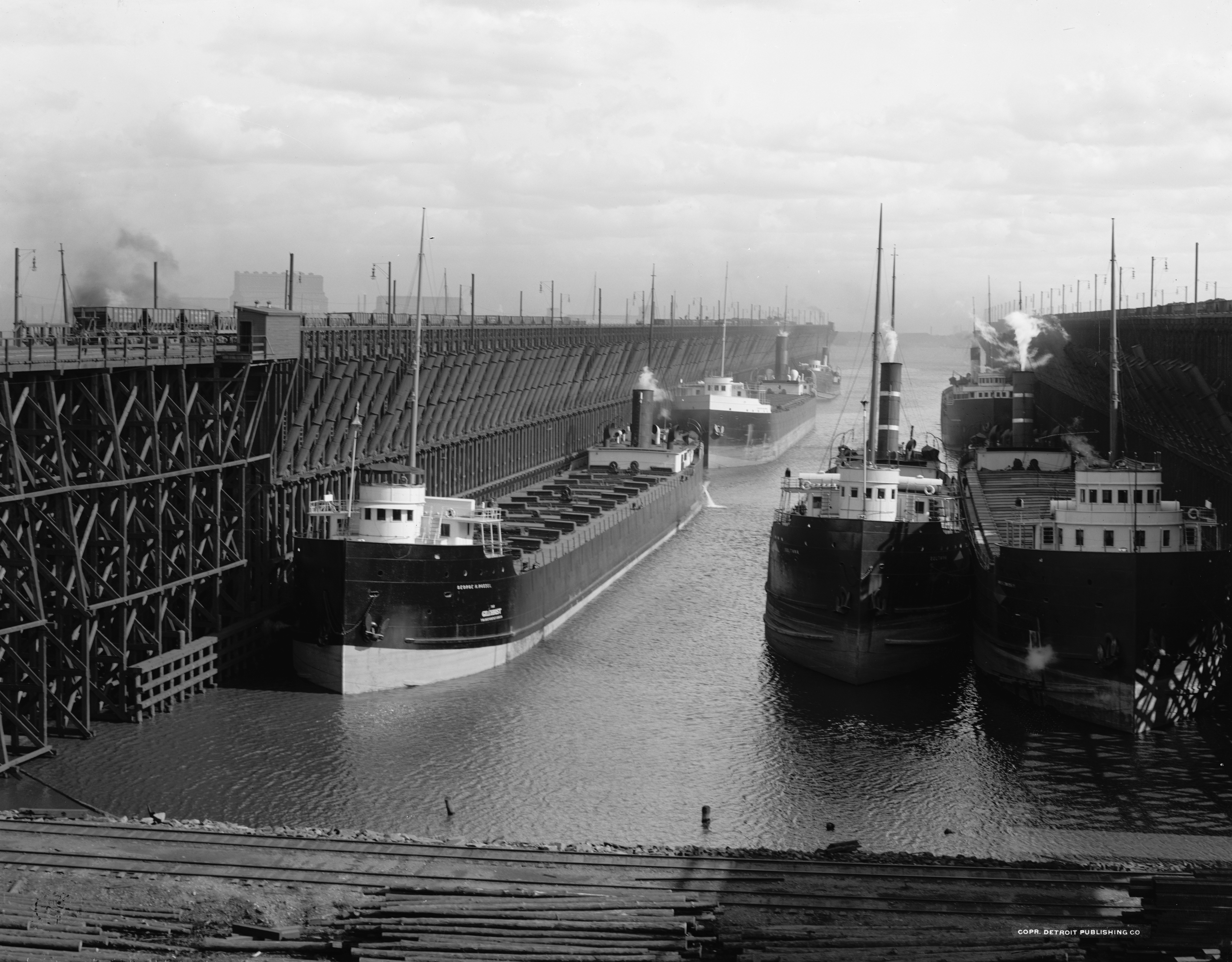
Beladung von Schiffen mit Eisenerz

Im 20. Jahrhundert wuchs die Stadt weiter, sodass auch die Hänge um die Stadt besiedelt wurden. Der Hafen stieg zu einem der wichtigsten Häfen der Vereinigten Staaten auf und überholte in Bezug auf die verladene Bruttoraumzahl den Hafen von New York City. Zu dieser Zeit waren in der Stadt zehn Zeitungen, sechs Banken und ein elfstöckiger Wolkenkratzer vorhanden. 1907 kündigte US Steel an, in der Region ein neues Stahlwerk errichten zu wollen.
Über weite Strecken des 20. Jahrhunderts war die Stadt eine industrielle Hafenstadt mit einer Zementfabrik, einer Nagelfabrik, Drahtwalzwerken und dem Stahlwerk. Im Ersten Weltkrieg wurde an bis zu acht Schiffen gleichzeitig gearbeitet. Um die Docks am St. Louis River siedelten sich zahlreiche Bewohner an. Bis heute ist die Gegend als Riverside bekannt. Weitere industrielle Vorhaben wurden während des Zweiten Weltkrieges verwirklicht.
Am 15. Juni 1920 kam es in Duluth zum Duluth Lynching, bei dem ein Mob drei unschuldige Schwarze, Mitglieder eines Zirkus auf Tournee in Duluth, tötete, weil sie unter Verdacht gestanden hatten, eine einheimische junge Frau vergewaltigt und ermordet zu haben. Die Tat erregte landesweit Aufsehen, das angebliche Opfer wurde später unversehrt gefunden.
Das Bevölkerungswachstum schritt während und nach dem Zweiten Weltkrieg voran. Die Einwohnerzahl erreichte 1960 mit 106.884 Einwohnern ihren Höchststand.
Wegen ausländischer Konkurrenz schloss die Stahlfabrik 1971, was einen heftigen Rückschlag für die Stadt bedeutete. Andere Unternehmen sowie die Air-Force-Basis folgten mit weiteren Schließungen. Innerhalb eines Jahrzehnts stieg die Arbeitslosenquote auf 15 Prozent.
Mit der Schwächung des industriellen Kerns der Stadt verlagerte sich die wirtschaftliche Tätigkeit auf den Tourismus. Die Innenstadt wurde neu gestaltet; alte Speichergebäude (warehouses) am Flussufer wurden in Cafés, Einkaufsläden und Restaurants umgewandelt und bilden heute den Canal Park, einen vor allem auf den Tourismus ausgerichteten Bezirk.

### Gegenwart
Die Region Duluth-Superior hat die wirtschaftliche Krise größtenteils überwunden und bildet heute das Zentrum des nordöstlichen Minnesota. Es ist weiterhin ein Haupttransportort für die Verschiffung von Kohle, Eisenerz und landwirtschaftlichen Produkten.

## Geographie
Die Stadt liegt am westlichsten Punkt des Oberen Sees auf 46°47′11″ nördlicher Breite und 92°06′01″ westlicher Länge. Nach den Angaben des United States Census Bureau beträgt die Fläche der Stadt 226,2 Quadratkilometer und damit ist Duluth flächenmäßig nach Hibbing die zweitgrößte Stadt des Bundesstaates. Rund 22,1 Prozent (50,0 km2) davon sind Wasserflächen.

## Klima
Duluth unterliegt dem Kontinentalklima. Die kalten und langen Winter sowie kühle Sommer gaben der Stadt den Spitznamen „klimatisierte Stadt“ („the air-conditioned city“). Während der Wintermonate liegen die Temperaturen oft wochenlang unterhalb der Frostgrenze. Durchschnittlich liegt von Dezember bis März eine dauerhafte Schneedecke. Winterstürme werden durch die Lage der Stadt, die zum einen vom See, zum anderen von den Berghängen im Norden und Westen begrenzt wird, begünstigt. Oftmals bringen diese Stürme innerhalb kurzer Zeit 30 cm oder mehr Schnee in die Stadt, während weiter im Binnenland bedeutend weniger Schnee fällt.
Sommer sind mit Tagestemperaturen von durchschnittlich 20 bis 30 Grad durch die Ostwinde des Sees kühl und angenehm. Weiterhin wird Duluth auch durch das Seeklima des Oberen Sees beeinflusst, wodurch die Jahreszeiten erheblich verzögert auftreten.
|                       | Jan   | Feb   | Mär  | Apr  | Mai  | Jun  | Jul  | Aug   | Sep  | Okt  | Nov  | Dez   |   |       |
| Mittl. Tagesmax. (°C) | −8,8  | −5,7  | 0,5  | 9,0  | 16,6 | 21,7 | 25,1 | 23,3  | 17,7 | 11,3 | 1,8  | −6,3  | ⌀ | 8,9   |
| Mittl. Tagesmin. (°C) | −19,0 | −16,2 | −9,1 | −1,7 | 4,2  | 9,2  | 12,8 | 11,8  | 6,9  | 1,7  | −5,8 | −15,1 | ⌀ | −1,6  |
|                       |       |       |      |      |      |      |      |       |      |      |      |       |   |       |
| Niederschlag (mm)     | 31,0  | 20,3  | 48,5 | 57,2 | 77,0 | 97,0 | 91,7 | 101,3 | 97,5 | 63,2 | 45,7 | 31,5  | Σ | 761,9 |
|                       |       |       |      |      |      |      |      |       |      |      |      |       |   |       |
| Sonnenstunden (h/d)   | 4,4   | 5,5   | 6,7  | 7,3  | 8,4  | 9,2  | 10,2 | 8,8   | 6,5  | 5,2  | 3,3  | 3,3   | ⌀ | 6,6   |
|                       |       |       |      |      |      |      |      |       |      |      |      |       |   |       |
| Regentage (d)         | 6,2   | 5,2   | 7,4  | 7,6  | 9,1  | 9,7  | 8,9  | 9,1   | 9,2  | 7,2  | 6,7  | 6,5   | Σ | 92,8  |
|                       |       |       |      |      |      |      |      |       |      |      |      |       |   |       |
| Luftfeuchtigkeit (%)  | 72    | 70    | 69   | 64   | 63   | 70   | 71   | 75    | 76   | 71   | 75   | 76    | ⌀ | 71    |

| −19,0 |

| −16,2 |

| −9,1 |

| −1,7 |

| 4,2 |

| 9,2 |

| 12,8 |

| 11,8 |

| 6,9 |

| 1,7 |

| −5,8 |

| −15,1 |

| −19,0 |

| −16,2 |

| −9,1 |

| −1,7 |

| 4,2 |

| 9,2 |

| 12,8 |

| 11,8 |

| 6,9 |

| 1,7 |

| −5,8 |

| −15,1 |

## Demografische Daten
Nach der Volkszählung im Jahr 2010 lebten in Duluth 86.265 Menschen in 35.705 Haushalten. Die Bevölkerungsdichte betrug 489,6 Einwohner pro Quadratkilometer. In den 35.705 Haushalten lebten statistisch je 2,23 Personen.
Ethnisch betrachtet setzte sich die Bevölkerung zusammen aus 90,4 Prozent Weißen, 2,3 Prozent Afroamerikanern, 2,5 Prozent amerikanischen Ureinwohnern, 1,5 Prozent Asiaten sowie 0,3 Prozent aus anderen ethnischen Gruppen; 3,0 Prozent stammten von zwei oder mehr Ethnien ab. Unabhängig von der ethnischen Zugehörigkeit waren 1,5 Prozent der Bevölkerung spanischer oder lateinamerikanischer Abstammung.
18,5 Prozent der Bevölkerung waren unter 18 Jahre alt, 67,7 Prozent waren zwischen 18 und 64 und 13,8 Prozent waren 65 Jahre oder älter. 51,0 Prozent der Bevölkerung war weiblich.
Das mittlere jährliche Einkommen eines Haushalts lag bei 41.116 USD. Das Pro-Kopf-Einkommen betrug 24.174 USD. 21,4 Prozent der Einwohner lebten unterhalb der Armutsgrenze.

## Politik
38. Bürgermeisterin ist seit dem 4. Januar 2016 als erste Frau Emily Larson. Sie übernahm das Amt von Don Ness (DFL), der im November 2007 zum 37. Bürgermeister von Duluth gewählt wurde und sein Amt 2008 von Vorgänger Herb W. Bergson, der nicht erneut zur Wahl angetreten war, übernahm.
Duluth liegt im achten Kongresswahlbezirk von Minnesota, er wurde im Repräsentantenhaus durch Jim Oberstar (DFL) vertreten. Oberstar war seit 1975 Mitglied des Repräsentantenhauses und wurde 2006 mit rund 64 Prozent der Stimmen in seinem Amt bestätigt, er starb 2014. Seit 2019 wird der 8. Kongresswahlbezirk durch den aus Duluth stammenden Pete Stauber vertreten.

## Bildung
Duluth ist Sitz verschiedener Hochschuleinrichtungen. Dazu gehört auch die University of Minnesota Duluth, mit 10.500 Studenten die zweitgrößte Universität im University of Minnesota System.

## Sehenswürdigkeiten
- Fitger's Brewery, von Percy Shelley Anneke, einem Sohn der deutschen Einwanderer Fritz Anneke und Mathilde Franziska Anneke ab 1884 aufgebautes Brauereiunternehmen, heute Baudenkmal (National Historic Place) und Hotel
- die Hubbrücke Aerial Lift Bridge

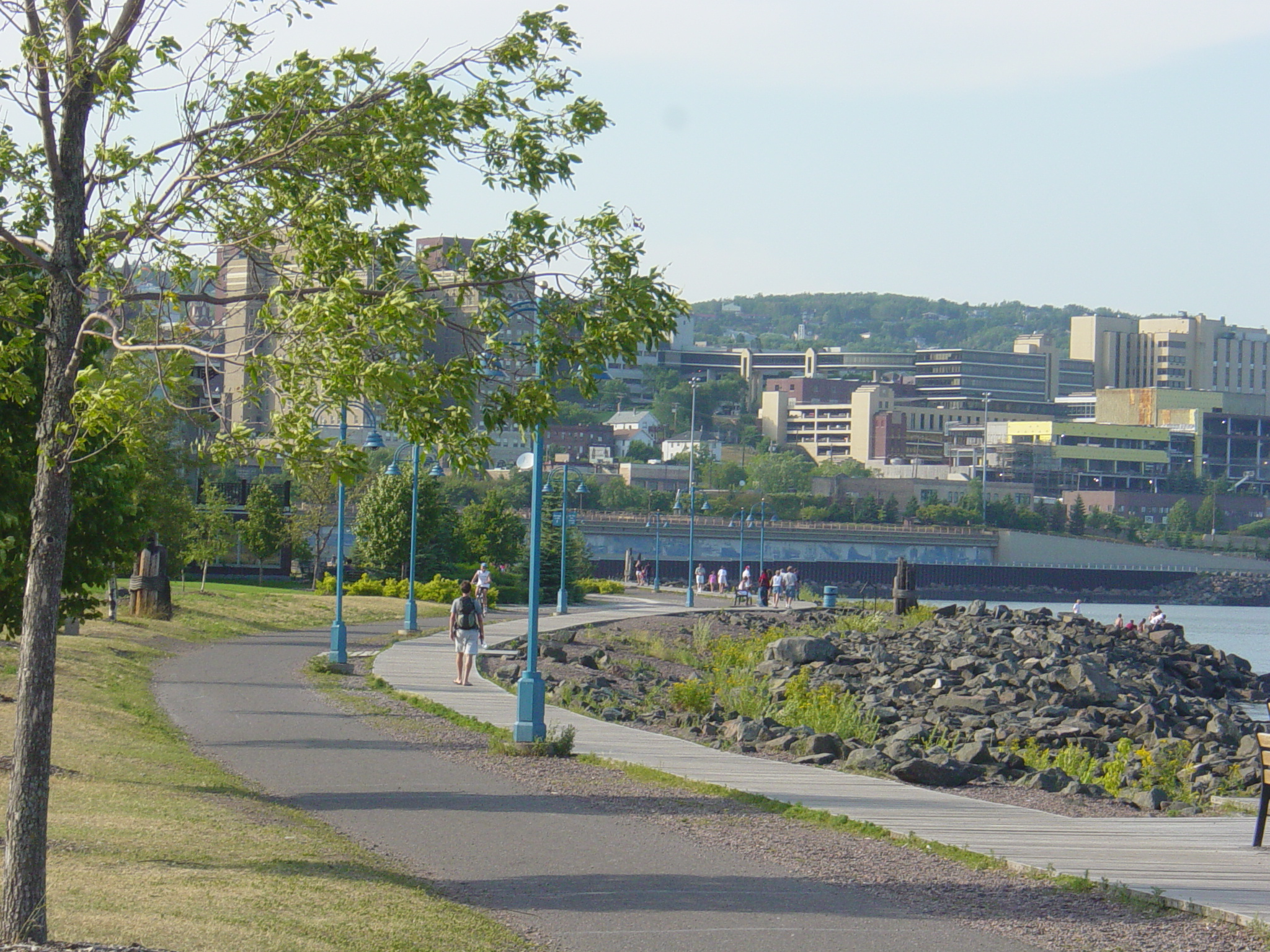
Spazierweg am See im Canal Park
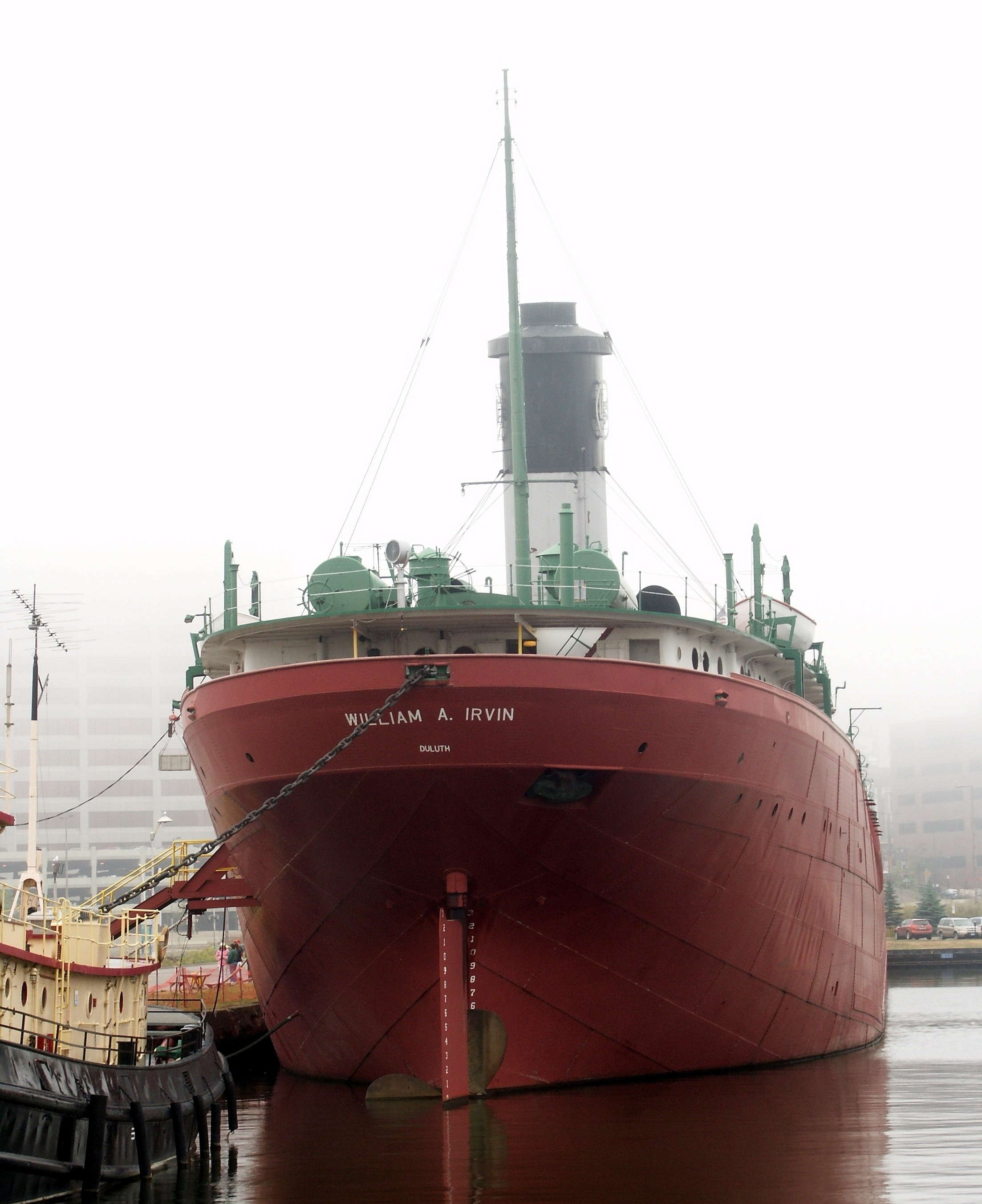
Der Frachter „William A. Irvin“, ein klassischer Laker, liegt als Museumsschiff im Hafen
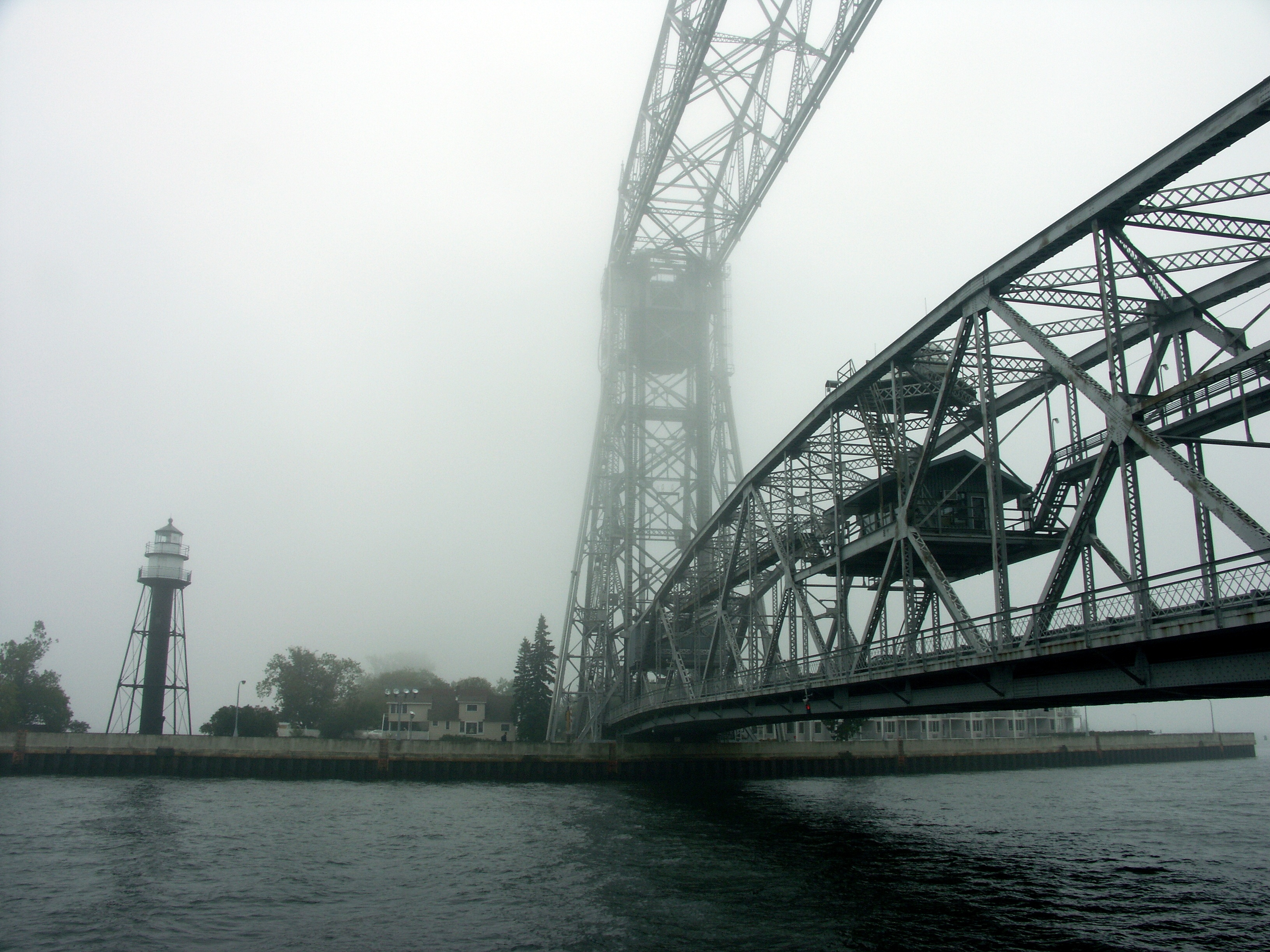
Die Hebebrücke „Aerial Lift Bridge“ kann innerhalb 55 Sekunden auf 40 m angehoben werden.
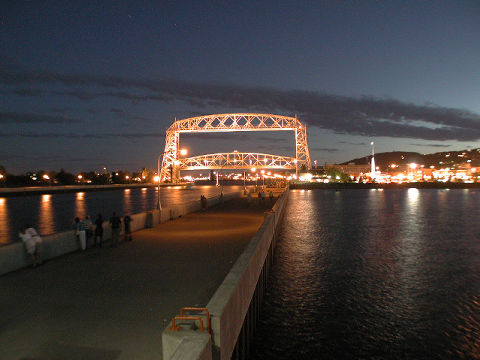
Blick auf den Hafen und die Stadt bei Nacht

## Partnerstädte
- Petrosawodsk, Russland
- Växjö, Schweden
- Isumi, Japan
- Thunder Bay, Ontario, Kanada

## Söhne und Töchter der Stadt
- Robert E. Olds (1875–1932), Rechtsanwalt und Politiker
- Henry Dworshak (1894–1962), US-Senator für den Staat Idaho
- Russ Method (1897–1971), American-Football-Spieler
- Dewey Scanlon (1899–1944), American-Football-Trainer
- Sidney Buchman (1902–1975), Drehbuchautor und Filmproduzent
- William Sears (1911–1992), Autor
- Richard Voyles Burks (1913–1997), Osteuropahistoriker
- Philip V. Palmquist (1914–2002), Chemieingenieur und Erfinder
- Gordie Soltau (1925–2014), American-Football-Spieler in der NFL
- George Hovland (1926–2021), Skilangläufer
- Tommy Cook (* 1930), Schauspieler, Filmproduzent und Drehbuchautor
- Johnny Jay (* 1934), Rockabilly-Musiker
- Arne Glimcher (* 1938), Regisseur, Produzent und Kunsthändler
- Gene Kotlarek (1940–2017), Skispringer
- Don LaFontaine (1940–2008), Kinotrailer-Sprecher
- Tommy Williams (1940–1992), Eishockeyspieler
- Bob Dylan (* 1941), Musiker, Sänger, Komponist und Nobelpreisträger (2016, Literatur)
- Peter Kitchak (* 1941), Unternehmer und Autorennfahrer
- Michael Ranta (* 1942), Komponist und Perkussionist
- Stan Gilbertson (* 1944), Eishockeyspieler
- Dean Talafous (* 1953), Eishockeyspieler und -trainer
- Tommy Archer (* 1954), Autorennfahrer
- Bill Berry (* 1958), Schlagzeuger und Mitglied von R.E.M.
- Patrice Anderson (* 1959), Biathletin
- Gena Lee Nolin (* 1971), Schauspielerin
- Don Ness (* 1974), 38. Bürgermeister von Duluth
- Jamie Langenbrunner (* 1975), Eishockeyspieler
- Nicholas Angell (* 1979), Eishockeyspieler
- Tyler George (* 1982), Curler
- Jim Denney (* 1983), Skispringer
- Courtney George (* 1986), Curlerin
- Mason Aguirre (* 1987), Snowboarder
- Chris Connolly (* 1987), Eishockeyspieler
- Aileen Geving (* 1987), Curlerin
- Brett Olson (* 1987), Eishockeyspieler
- Rob Bordson (* 1988), Eishockeyspieler
- Derek Forbort (* 1992), Eishockeyspieler
- C. J. Ham (* 1993), American-Football-Spieler
- Andy Welinski (* 1993), Eishockeyspieler
- Cory Christensen (* 1994), Curlerin
- Dominic Toninato (* 1994), Eishockeyspieler
- Maddie Rooney (* 1997), Eishockeyspielerin
- Kaitlyn Vesterstein (* 1999), amerikanisch-estnische Skirennläuferin